# Жорж Ріб
Жорж Анрі Ріб (фр. Georges Henri Reeb, 12 листопада 1920, Саверн, деп. Нижній Рейн — 6 листопада 1993, Страсбург) — французький математик. Працював в області диференціальної геометрії і топології, диференціальних рівнянь, топологічної теорії динамічних систем і в нестандартному аналізі.
У 1943 році в Страсбурзькому університеті Жорж Ріб отримав докторський ступінь за роботу «Топологічні властивості листкових многовидів» (Propriétés topologiques des variétés feuilletées). Його керівником був Шарль Ересманн.
У 1954 році він працював в Інституті перспективних досліджень в Прінстоні.
У 1965 році Ріб, Жан Лере і П'єр Лелонг організували серію зустрічей між фізиками-теоретиками і математиками Страсбурга (Rencontres entre Mathématiciens et Physiciens Théoriciens).
Жорж Ріб був професором у Греноблі (Université Fourier) і в Стразбузі (Université Louis Pasteur), де керував Математичним Інститутом (Institut de Recherche Mathématique Avancée) Страсбурзького університету) в 1967—1972 роках,. Інститут був заснований ним спільно з Жаном Френкелем (Jean Frenkel) в 1966 році.
Ріб - один з творців топологічної теорії шарування, які являють собою спеціальну структуру на многовидах. Зокрема, він побудував так зване шарування Ріба: шарування на тривимірній сфері {\displaystyle S^{3}}, всі шари якого - за винятком єдиного компактного шару, який є двовимірним тором, - некомпактні і дифеоморфні площині R².
Ріб був обраний почесним доктором університету Фрайбурга.